# Sbor Bratrské jednoty baptistů v Liberci
Sbor Bratrské jednoty baptistů v Liberci je místní baptistický sbor na Malém náměstí v centru Liberce, který má kolem 70 členů.

## Historie
Církev baptistů v Liberci byla založena po 2. světové válce zelovskými reemigranty. Tito potomci pobělohorských nekatolíků se po letech nedobrovolného exilu vraceli do „země svých otců“. A protože byli znalí tkalcovství a textilní výroby vůbec, přicházeli do prázdných Sudet tam, kde byl soustředěn textilní průmysl jako právě v Liberci. Hned s prvními rodinami baptistů přišel na podzim 1945 i zelovský kazatel Josef Theofil Tuček. O Vánocích 23. prosince 1945 je v sále hotelu Česká beseda založen sbor a zvoleno jeho staršovstvo. Připojili se i skupiny v Brništi, Cvikově, Hrádku nad Nisou a Novém Městě pod Smrkem. A přicházeli další krajané z Volyně, ale i z Rumunska a Jugoslávie. V roce 1947 měl sbor již 137 členů a v roce 1952 dokonce 173 členů. Aktivní bylo sdružení mládeže, pěvecké sbory nebo i orchestr tamburáše. Sbor se rozrostl o další misijní stanice – v Jablonci nad Nisou, Turnově a Bělé pod Bezdězem. Pak ale přišlo nezákonné zatčení Viléma Volanského komunisty a sbor byl až do roku 1956 bez kazatele. V roce 1969 zakoupili baptisté dům s jejich modlitebnou do svého vlastnictví. Po změnách v 1989 roce se osamostatnila práce v misijních stanicích a vznikly sbory BJB Jablonec nad Nisou a BJB Cvikov a později i BJB Brniště. V devadesátých letech proběhla zásadní rekonstrukce sborového domu a v přízemí bylo řadu let křesťanské knihkupectví Bétel.

## Kazatelé
- 1945–1946: Josef Theofil Tuček
- 1946–1948: Karel Buba
- 1948–1952: Vilém Volanský 14 měsíců vězněn a v politickém procesu odsouzen
- 1957–1966: Josef Theofil Tuček
- 1969–1971: Miloš Šolc st.
- 1972–1977: Daniel Průša
- 1978–1992: Jiří Šperl
- 1992–1998: Jan Bistranin
- 1998–1999: Pavel Novosad
- 2001–2007: Petr Červinský
- 2007–2016: Blahoslav Fajmon
- 2016–2017: bez stálého kazatele
- 2017–2024: Radek Pospíšil
- 2024-dosud: Miloš Matys